# خوسيه مانويل كاباييرو بونالد
خوسيه مانويل كاباييرو بونالد (بالإسبانية: José Manuel Caballero Bonald)‏ ـ (ولد في شريش في 11 نوفمبر 1926) هو روائي ومحاضر وشاعر إسباني. حصل على جائزة ميغيل دي ثيربانتس الأدبية الرفيعة سنة 2012.

## روابط خارجية
- خوسيه مانويل كاباييرو بونالد على موقع مونزينجر (الألمانية)